# Cystopteris tibetica
Cystopteris tibetica là một loài thực vật có mạch trong họ Woodsiaceae. Loài này được Z.R. Wang miêu tả khoa học đầu tiên năm 1994.